# Copa Merconorte 2000
Copa Merconorte 2000 var den tredje upplagan av Copa Merconorte, en fotbollsturnering som spelades mellan klubbar i norra Sydamerika och Nordamerika.

## Gruppspel

### Grupp A
| Nr | Lag         | S | V | O | F | GM | IM | MS | P  |
| -- | ----------- | - | - | - | - | -- | -- | -- | -- |
| 1  | Guadalajara | 6 | 3 | 2 | 1 | 12 | 7  | +5 | 11 |
| 2  | El Nacional | 6 | 2 | 3 | 1 | 7  | 6  | +1 | 9  |
| 3  | Estudiantes | 6 | 2 | 1 | 3 | 9  | 11 | −2 | 7  |
| 4  | América     | 6 | 1 | 2 | 3 | 3  | 7  | −4 | 5  |

### Grupp B
| Nr | Lag               | S | V | O | F | GM | IM | MS | P  |
| -- | ----------------- | - | - | - | - | -- | -- | -- | -- |
| 1  | Atlético Nacional | 6 | 3 | 1 | 2 | 10 | 8  | +2 | 10 |
| 2  | Alajuelense       | 6 | 2 | 3 | 1 | 9  | 7  | +2 | 9  |
| 3  | Necaxa            | 6 | 1 | 4 | 1 | 5  | 5  | 0  | 7  |
| 4  | Alianza Lima      | 6 | 1 | 2 | 3 | 6  | 10 | −4 | 5  |

### Grupp C
| Nr | Lag           | S | V | O | F | GM | IM | MS | P  |
| -- | ------------- | - | - | - | - | -- | -- | -- | -- |
| 1  | Millonarios   | 6 | 3 | 3 | 0 | 11 | 6  | +5 | 12 |
| 2  | Toluca        | 6 | 2 | 2 | 2 | 15 | 11 | +4 | 8  |
| 3  | Barcelona     | 6 | 1 | 3 | 2 | 6  | 10 | −4 | 6  |
| 4  | Universitario | 6 | 1 | 2 | 3 | 7  | 12 | −5 | 5  |

### Grupp D
| Nr | Lag               | S | V | O | F | GM | IM | MS | P  |
| -- | ----------------- | - | - | - | - | -- | -- | -- | -- |
| 1  | Emelec            | 6 | 3 | 1 | 2 | 6  | 5  | +1 | 10 |
| 2  | Pachuca           | 6 | 2 | 3 | 1 | 10 | 6  | +4 | 9  |
| 3  | Sporting Cristal  | 6 | 3 | 0 | 3 | 6  | 7  | −1 | 9  |
| 4  | Oriente Petrolero | 6 | 1 | 2 | 3 | 7  | 11 | −4 | 5  |

## Semifinaler
| Lag 1       | Tot. resultat | Lag 2             | 1:a matchen | 2:a matchen | Straffar |
| ----------- | ------------- | ----------------- | ----------- | ----------- | -------- |
| Emelec      | 3–5           | Millonarios       | 3–3         | 0–2         | —        |
| Guadalajara | 4–4           | Atlético Nacional | 1–1         | 3–3         | 2–4      |

## Final
| Lag 1       | Tot. resultat | Lag 2             | 1:a matchen | 2:a matchen | Bortamål |
| ----------- | ------------- | ----------------- | ----------- | ----------- | -------- |
| Millonarios | 1–2           | Atlético Nacional | 0–0         | 1–2         | —        |